# 매티아스 휴즈

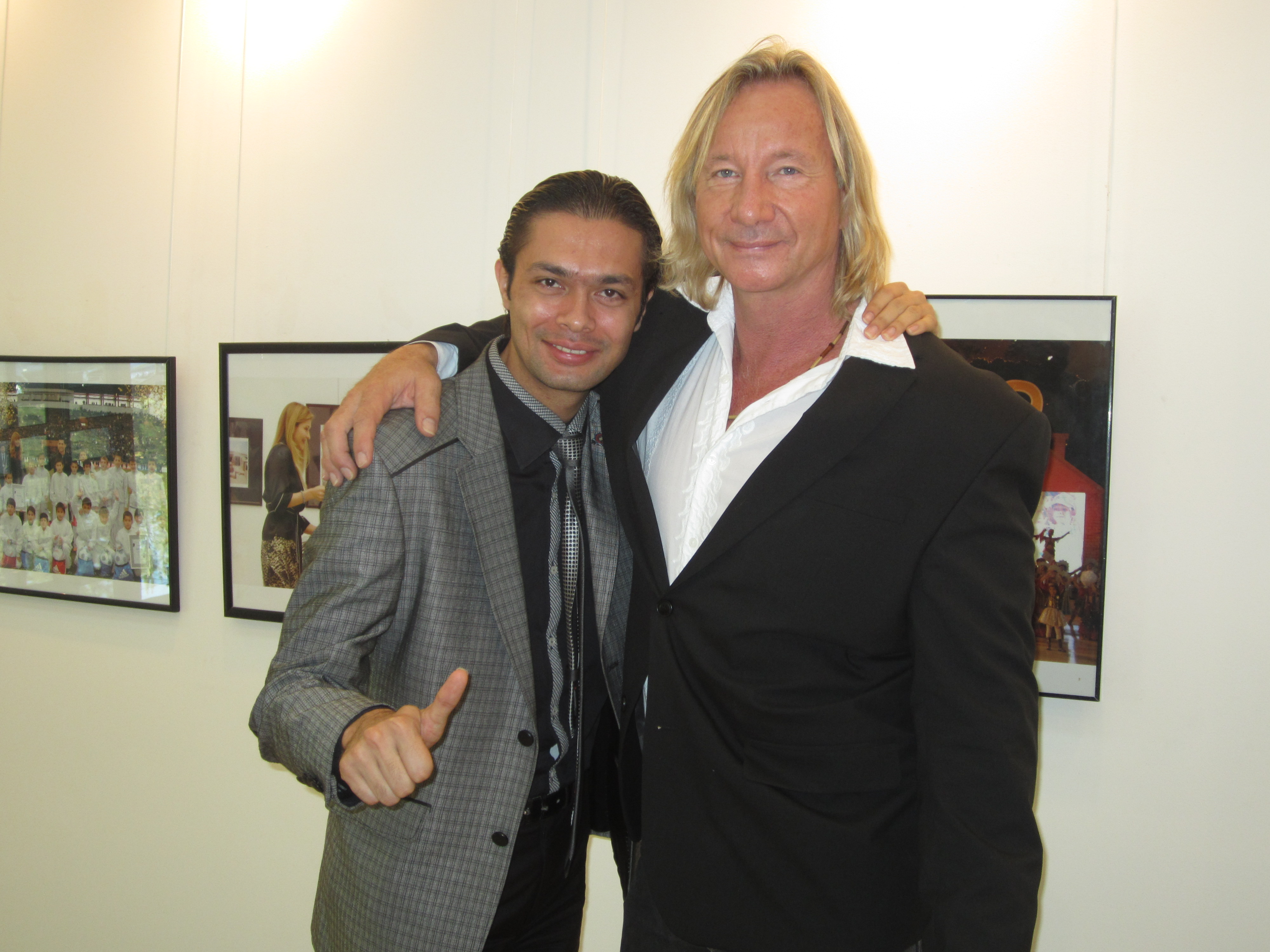

매티아스 휴즈(Matthias Hues, 1959년 2월 14일 ~ )는 독일의 배우, 각본가, 영화 제작자이다.

## 영화
- 맨 오브 저스티스 (2017년)
- 뱀파이어의 키스 (2009년)
- 디 워 (2007년) - 바운티 헌터 #1 역
- 비욘드 더 리미츠 (2003년)
- 폭풍 탈주 2 (2001년)
- 악령의 군단 (2001년)
- 싸일런트 포스 (2001년)
- 킹스 가드 (2000, The King's Guard)
- 호스타일 인바이어런먼트 (1998년)
- 프로텍터(영어판) (1998년)
- 대통령의 위기 (1997년)
- 나 홀로 숲에 (1996년)
- 디지털 맨 (1995년)
- 사각의 이탈자 (1995년)
- 사이버존 (1995년)
- 데스 매치 (1994년)
- 위험한 쾌락 (1994년)
- 티씨 2000 (1993년)
- 제국의 반란 (1993년)
- 트랙커 (1993년)
- 더블 파이터 (1992년)
- 이젠 키스 안 사요 (1992년)
- 블랙벨트 (1992년)
- 무적자 (1992년)
- 치외법권 (1991년)
- 어벤저 2 (1991년)
- 스타 트랙 6 - 미지의 세계 (1991년)
- 지구 반란 (1990년)
- 케이지 (1989년)
- 살인 주먹 (1989년) - 리노 역
- 다크 엔젤 (1989년)
- 특명 어벤저 2 (1987년)